# Battaglione "Azad Hindoustan"
Il Battaglione "Azad Hindoustan" (o Hazad Hindostan, in lingua hindi: "India libera") fu un reparto composto da personale indiano operante nelle file del Regio Esercito nel 1942 e inquadrato nel Raggruppamento centri militari.

## Storia
Il Regio Esercito nel 1942 decise di costituire un reparto speciale di volontari servendosi di elementi indiani, da sempre ostili al dominio britannico, per compiere azioni di sabotaggio dietro le linee nemiche. Tale strada era già stata intrapresa dalla Wehrmacht, che aveva costituito una "Legione indiana", divenuta poi 950º Reggimento di fanteria e confluita, nell'agosto 1944, nelle Waffen-SS. Nel corso del conflitto il Regio Esercito aveva catturato diverse migliaia di militari del Commonwealth, tra questi circa 5.203 erano indiani fatti prigionieri in Africa settentrionale nel corso dei combattimenti contro le forze dell'8ª Armata britannica. Tra questi erano presenti dodici ufficiali e 353 ufficiali inferiori, in gran parte catturati nel corso della seconda offensiva dell'Asse delle primavera del 1942, durante la quale la Divisione corazzata "Ariete", in particolare, aveva annientato a Rugbet el-Atasc la 3ª Brigata motorizzata indiana, facendo oltre 1.000 prigionieri.
Gli indiani, assieme a un buon numero di volontari arabi e tunisini, rappresentavano il personale straniero arruolato nel Regio Esercito nel cosiddetto Raggruppamento centri militari, formato da tre nuclei militari divisi per nazionalità. Il Raggruppamento centri militari, comandato dal tenente colonnello di stato maggiore Massimo Invrea, fu costituito il 10 maggio 1942 per essere impiegato in operazioni di ricognizione, infiltrazione e sabotaggio dietro le linee nemiche, mediante mezzi insidiosi, camionette desertiche e aviolancio. Il Raggruppamento inquadrava il "Centro A" formato da arabi, il "Centro T" costituito da tunisini e appunto il "Centro I". Quest'ultimo, come la Indische Freiwilligen Legion der Waffen-SS, era formato da prigionieri di guerra dell'Esercito dell'India Britannica che avevano accettato di collaborare con il Regime fascista, che fin dagli anni venti aveva sostenuto la causa dell'indipendenza dell'India dall'Impero britannico. Inquadrava inoltre cittadini italiani residenti in India e in Persia.

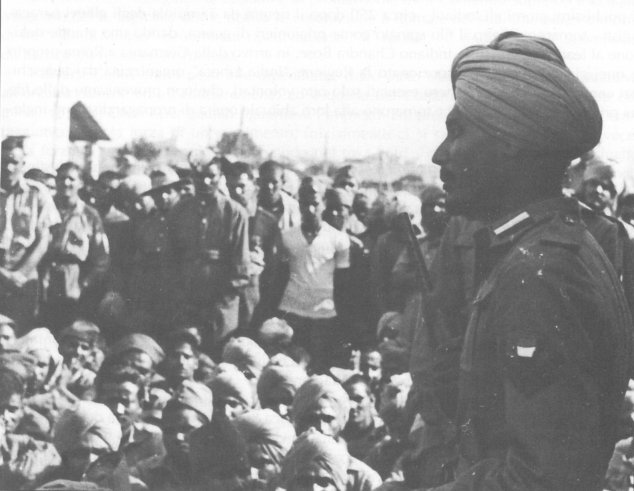
Uomini del battaglione in riunione

Nell'agosto del 1942 fu disposto l'invio di tutti i prigionieri indiani in Italia allo scopo di istituire reparti speciali organizzati dal Servizio informazioni militare (SIM), che intendeva sfruttare il risentimento dell'etnia indiana nei confronti dell'Impero britannico che ne contrastava con durezza ogni tentativo di indipendenza. Lo scopo di questa nuova unità era soprattutto quello di spingere alla diserzione i soldati indiani che militavano nelle file britanniche, fomentando la lotta per la liberazione dell'India dal controllo britannico.  
Il primo nucleo era basato a Villa Marina, nella periferia di Roma, e fu formato inizialmente da 15 volontari indiani, che divennero 44 nel 15 luglio 1942. Essi erano addestrati da ufficiali e sottufficiali italiani che parlavano la lingua inglese o che avevano vissuto in India, coadiuvati dal Mohamed Iqbal Sheday, un esule indiano rivoluzionario anti-britannico che aveva riparato a Roma da diversi anni.
Il 3 agosto il reparto venne strutturato su una squadra di comando e tre plotoni fucilieri (in realtà con la consistenza di tre squadre). A settembre l'arrivo di 200 nuovi volontari permise di riorganizzare l'unità su quattro plotoni fucilieri, tre plotoni mitraglieri e un plotone paracadutisti. Quest'ultimo era formato da 55 elementi brevettati presso la Scuola di Tarquinia e comandati dal tenente Danilo Pastorboni. Il 1º ottobre i plotoni fucilieri e quelli mitraglieri furono riuniti rispettivamente in una compagnia fucilieri e in una compagnia mitraglieri. Il 22 ottobre il "Centro I" venne trasferito per l'addestramento avanzato a Tivoli e il giorno successivo assunse la denominazione Battaglione "Azad Hindoustan" (India libera), con in organico 21 ufficiali, 12 sottufficiali e 34 soldati nazionali e 5 sottufficiali e 185 soldati indiani. I circa 260 effettivi adottarono le mostrine con i colori arancione, verde e bianco del Congresso indiano presieduto dal Mahatma Gandhi. A ottobre del 1942 il battaglione risultava composto da una compagnia fucilieri, una di mitraglieri, un plotone paracadutisti e un plotone di fanteria composto da personale italiano d'oltremare.
Nonostante le energie profuse nell'addestramento dell'unità, lo Stato Maggiore dubitò sempre della sua affidabilità; tale dubbio venne confermato dall'ammutinamento verificatosi in seguito alla sconfitta italiana a El Alamein del novembre 1942, quando gli indiani preferirono non servire più le forze italiane nel conflitto contro l'Impero britannico. Il 12 novembre 1942, il Ministero della guerra decise così lo scioglimento del "Centro I" e il reinvio ai campi di internamento dei volontari indiani. Al momento del suo scioglimento il Battaglione "Azad Hindoustan" contava circa 400 uomini.

## Uniforme
Il personale del battaglione indossava l'uniforme d'ordinanza del Regio Esercito ma si distinguevano per il copricapo, il tradizionale turbante in fasce di tela color sabbia (il tessuto dell'uniforme sahariana). L'unità adottava il fregio da copricapo del Raggruppamento, mentre aveva una propria mostrina a tre righe verticali zafferano, bianco e verde, i colori della bandiera del Congresso Nazionale Indiano. Il personale italiano portava le stellette militari su mostrine tricolori. Gli uomini del Plotone paracadutisti si fregiavano del relativo distintivo italiano, formato da un paracadute in filo di rayon bianco cucito sull'avambraccio sinistro, mentre indossavano le mostrine di specialità sovrapposte a quelle da paracadutista. Armamento, buffetterie e automezzi erano anch'essi gli stessi delle truppe nazionali.

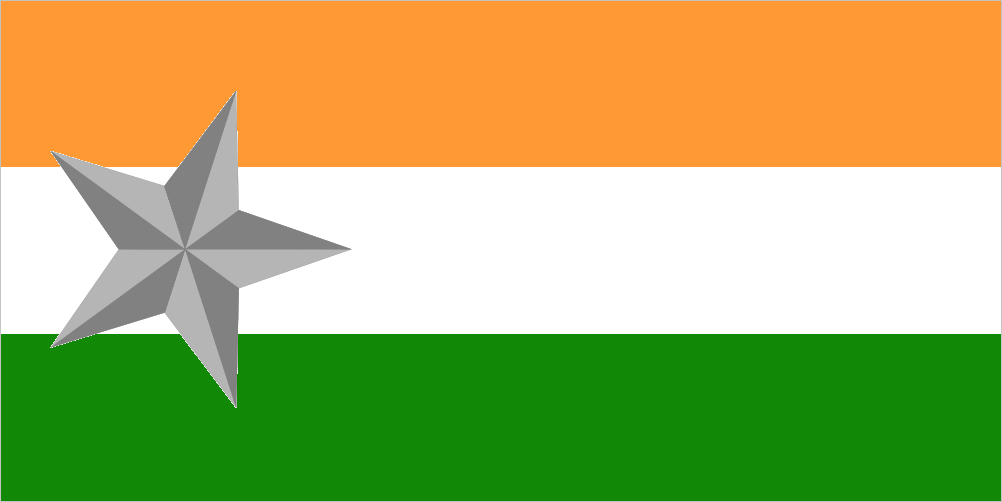
Mostrina del Centro I (per nazionali)
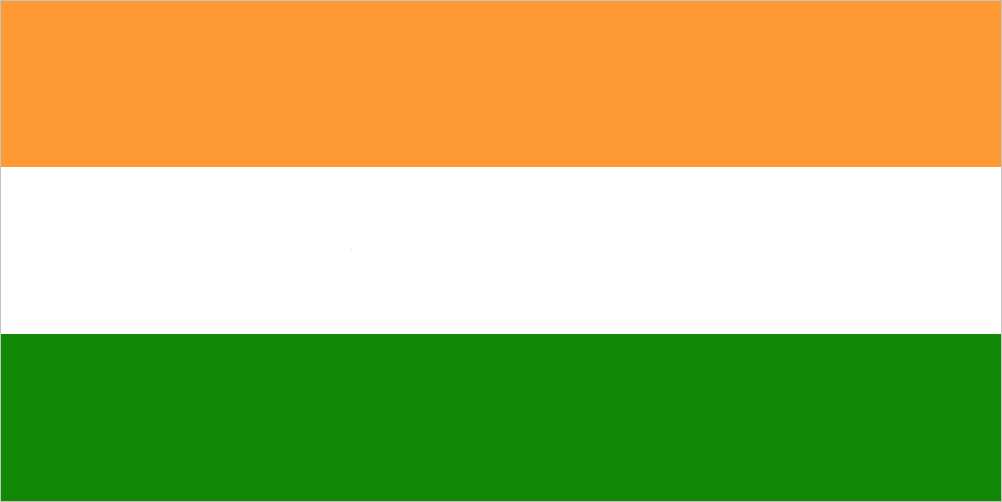
Mostrina del Centro I (per non nazionali)

## Giuramento
Il testo del giuramento dei volontari indiani era il seguente: «Giuro di combattere per l'indipendenza dell'India e per l'onore della bandiera nazionale indiana. Giuro di obbedire agli ordini dei miei superiori, italiani e indiani, e mi impegno ad osservare le leggi ed i regolamenti militari italiani, considerandomi come alleato dell'Italia nella lotta contro i comuni nemici».